# Massachusetts Department of Transportation
Das am 1. November 2009 gegründete Massachusetts Department of Transportation (kurz MassDOT) ist eine Behörde des Bundesstaats Massachusetts der Vereinigten Staaten. Sie ist für die Instandhaltung der Straßen, den öffentlichen Personennahverkehr, die Luftfahrt sowie für die Registrierung und Zulassung von Fahrzeugen im gesamten Gebiet des Bundesstaats zuständig.

## Organisation
Der Gouverneur von Massachusetts ernennt den Secretary of Transportation, dessen Position als Stabsstelle eingerichtet und der zugleich Chief Executive Officer der Behörde ist. Der Gouverneur ernennt darüber hinaus sieben Mitglieder für das Board of Directors, die wichtigen Entscheidungen zustimmen müssen. Das Organigramm der Behörde weist noch weitere Positionen aus.

### Abteilung für Highways
Die Highway Division wurde aus den früheren eigenständigen Behörden Massachusetts Highway Department und Massachusetts Turnpike Authority gebildet. Sie ist zuständig für alle Interstate Highways und State Routes, die auf dem Gebiet des Bundesstaats liegen, insbesondere für den Massachusetts Turnpike. Es gibt wenige Ausnahmen an den Orten, wo sich Teile von State Routes im Eigentum von anliegenden Gemeinden befinden und auch von diesen verwaltet werden.
Die Abteilung ist außerdem für die Erhebung der Gebühren aller mautpflichtigen Brücken und Tunnel zuständig. Dazu gehören die Tunnel Sumner und Ted Williams sowie seit dem 1. Januar 2010 die Tobin Bridge. Das MassDOT verwaltet darüber hinaus bereits die meisten Straßenbrücken der Parks des Department of Conservation and Recreation (DCR); die übrigen sollen bis Ende 2014 ebenfalls an das MassDOT übertragen werden. Vom DCR bereits auf das MassDOT übertragen wurden Teile der Massachusetts Route 28 in Cambridge und Somerville, Teile des Lynnway in Lynn, die Middlesex Avenue in Medford, Abschnitte der Massachusetts Route 203 in Jamaica Plain und Dorchester sowie die Columbia Road in South Boston.

### Abteilung für die Registrierung von Motorfahrzeugen
Die Registry of Motor Vehicles Division ist das Äquivalent zu den Straßenverkehrsbehörden in den meisten anderen US-Bundesstaaten. Sie ist vorwiegend für die Zulassung von Fahrzeugen und für die Ausgabe von Führerscheinen verantwortlich.

### Abteilung für den ÖPNV
In Massachusetts sind alle Organisationen des öffentlichen Personennahverkehrs (ÖPNV) unabhängig. Allerdings ist das Board of Directors des MassDOT identisch mit demjenigen der Massachusetts Bay Transportation Authority (MBTA), dem größten Anbieter von ÖPNV-Verbindungen in der Metropolregion Greater Boston.
Neben der MBTA existieren weitere 15 ÖPNV-Unternehmen, die unter dem Begriff Regional Transit Agencies (RTAs) zusammengefasst werden. Diese betreiben überwiegend Buslinien in den übrigen Teilen des Bundesstaates.
| Akronym                                                   | Name                                                  | Ort         |
| --------------------------------------------------------- | ----------------------------------------------------- | ----------- |
| BRTA                                                      | Berkshire Regional Transit Authority                  | Pittsfield  |
| BAT                                                       | Brockton Area Transit Authority1                      | Brockton    |
| CATA                                                      | Cape Ann Transportation Authority1                    | Gloucester  |
| CCRTA                                                     | Cape Cod Regional Transit Authority                   | Dennis      |
| FRTA                                                      | Franklin Regional Transit Authority                   | Greenfield  |
| GATRA                                                     | Greater Attleboro-Taunton Regional Transit Authority1 | Attleboro   |
| LRTA                                                      | Lowell Regional Transit Authority1                    | Lowell      |
| MART                                                      | Montachusett Regional Transit Authority1              | Fitchburg   |
| MWRTA                                                     | MetroWest Regional Transit Authority1                 | Framingham  |
| MVRTA                                                     | Merrimack Valley Regional Transit Authority1          | Haverhill   |
| NRTA                                                      | Nantucket Regional Transit Authority                  | Nantucket   |
| PVTA                                                      | Pioneer Valley Transit Authority                      | Springfield |
| SRTA                                                      | Southeastern Regional Transit Authority               | New Bedford |
| VTA                                                       | Martha’s Vineyard Transit Authority                   | Edgartown   |
| WRTA                                                      | Worcester Regional Transit Authority1                 | Worcester   |
| 1 Überwiegend Verbindungen zum Eisenbahnverkehr der MBTA. |                                                       |             |

Das MassDOT ist die zuständige Aufsichts- und Planungsbehörde und ist neben dem Straßen- auch für den regionalen Schienenpersonennahverkehr zuständig. Züge im Schienenpersonenfernverkehr werden von der bundeseigenen Amtrak betrieben, während Frachtverkehre über die Schiene von privaten Gesellschaften abgewickelt werden.

### Abteilung für Luftfahrt
Die Aeronautics Division (ehemals eigenständig als Massachusetts Aeronautics Commission) ist in erster Linie für die staatliche Finanzierung der Flughäfen verantwortlich. Darüber hinaus inspiziert und lizenziert sie Flughäfen und Landeplattformen, ist für die Sicherheit an den Flughäfen sowie für die Flugsicherheit insgesamt zuständig und verantwortet die Flugplanung im gesamten Bundesstaat. Das MassDOT besitzt allerdings selbst keine Flughäfen, stattdessen werden die im staatlichen Besitz befindlichen Flughäfen von der unabhängigen Massachusetts Port Authority kontrolliert, die sich ihre Büros mit der Aeronautics Division teilt.
Für die bundesweite Flugregulierung in den Vereinigten Staaten ist die Federal Aviation Administration zuständig. Die Kontrolle der Passagiere und des Gepäcks liegt in der Verantwortung der Transportation Security Administration, während die Flughafensicherheit in die Zuständigkeit örtlicher Behörden fällt.

### Weitere Untergliederungen
Das Office of Civil Rights entwickelt Richtlinien und Programme mit Bezug auf die Bürgerrechte im Rahmen des ÖPNV und stellt damit sicher, dass sich das MassDOT im Rahmen der diesbezüglichen Vorgaben der US-Bundesregierung bewegt.
Das Office for Transportation Planning nutzt unter anderem statistische Analysen, um die Auslastung von Straßen und Bahnlinien prognostizieren und darauf reagieren zu können. Darüber hinaus führt die Abteilung verschiedene Projekte zur Verbesserung des Transportwesens durch.
Das Office of Real Estate & Asset Development ist im Wesentlichen für die Erzielung von Einnahmen aus staatseigenen Grundstücken und Gebäuden zuständig. Dazu werden unter anderem Leasing- und Lizenzverträge mit privaten Unternehmungen geschlossen.

## Weitere Staatsbehörden für das Transportwesen in Massachusetts

### Massachusetts Port Authority
Die Massachusetts Port Authority (kurz Massport) ist eine unabhängige Behörde, jedoch gehört der Secretary of Transportation dem Board of Directors des Massport an. Die Behörde ist Eigentümerin und Betreiberin des Seehafens Port of Boston sowie der Flughäfen Logan International Airport, Hanscom Field und seit dem Jahr 2010 auch des Worcester Regional Airport.

### Steamship Authority
Die The Woods Hole, Martha’s Vineyard and Nantucket Steamship Authority (kurz Steamship Authority) reguliert den Fährverkehr von und zu den Inseln Martha’s Vineyard und Nantucket. Die Behörde betreibt darüber hinaus eigene Passagier-, Auto- und Frachtfähren, wobei sie ein De-facto-Monopol im Bereich der Autofähren besitzt. Die Passagierrouten befinden sich hingegen vorwiegend in privater Hand.

## Geschichte
Im Jahr 2009 verabschiedete der damalige Gouverneur von Massachusetts Deval Patrick das Chapter 25 der Acts of 2009. Mit diesem Gesetz wurden umfangreiche Maßnahmen zur Reformierung des öffentlichen Personennahverkehrs in Massachusetts in Kraft gesetzt, die unter anderem die Zusammenlegung aller bisherigen Behörden des Transportwesens in das am 1. November 2009 neu zu gründende Massachusetts Department of Transportation vorsahen.
Im Rahmen der beschlossenen Maßnahmen wurden die Massachusetts Turnpike Authority und das Massachusetts Highway Department in die neue Highway Division des MassDOT integriert und die Zuständigkeit für die Tobin Bridge vom Massport sowie das Eigentum der Brücken vom Department of Conservation and Recreation übertragen. Außerdem wurden die Planungs- und Aufsichtsfunktionen des Executive Office of Transportation sowie die Massachusetts Aeronautics Commission und die Registry of Motor Vehicles in das MassDOT übernommen. Das Board of Directors der MBTA wurde mit demjenigen des MassDOT zusammengelegt, und schließlich wurde dem Advisory Board der MBTA das Budget-Vetorecht entzogen.

## Finanzierung durch den Bundesstaat
Der öffentliche Personennahverkehr in Massachusetts wird durch folgende Bestandteile finanziert:
- mehrjährige Grundfinanzierung über einen „transportation bill“, der unter anderem Gelder aus staatlichen Einnahmen über Steuern auf Kraftstoffe bereitstellt
- einmalige Finanzierung von 84 Projekten über den American Recovery and Reinvestment Act
- einmalige Finanzierung des Accelerated Bridge Program für die Jahre 2009 bis 2016
- speziell für die MBTA bereitgestellte Finanzmittel, die sich aus Anteilen an der staatlichen Umsatzsteuer sowie Einnahmen aus Ticketverkäufen und Parkgebühren zusammensetzen
- Einnahmen der Regional Transit Authorities
- Einnahmen aus Mautgebühren für den Massachusetts Turnpike sowie für Brücken und Tunnel
- Einnahmen aus Park- und weiterer Gebühren im Umfeld des Flughafens werden dem Massport zugeführt.
- Gebühren für die Registrierung von Motorfahrzeugen

Für das Jahr 2012 waren Ausgaben in Höhe von 1,14 Milliarden US-Dollar für den öffentlichen Personennahverkehr eingeplant.

## DasAccelerated Bridge Program
Im Rahmen des vom damaligen Gouverneur Deval Patrick im August 2008 in Kraft gesetzten, 3 Milliarden US-Dollar umfassenden Accelerated Bridge Program werden etwa 200 Brücken im gesamten Bundesstaat durch Neubauten ersetzt sowie zwischen 300 und 500 weitere Brücken instand gesetzt. Das Programm wurde ein Jahr nach dem Einsturz einer Brücke der I-35 ins Leben gerufen, nachdem der Vorfall die Brücken des Staates in den Fokus der Aufmerksamkeit gerückt hatte und mehr als 500 Brücken als baufällig oder strukturell beschädigt eingestuft werden mussten.
Mit den Geldern des Programms werden unter anderem folgende Maßnahmen durchgeführt:
| Ort                      | Maßnahme                                                   | Kosten [Mio. USD] |
| ------------------------ | ---------------------------------------------------------- | ----------------- |
| Huntington               | Sanierung der Brücke der Route 112 über die Brücke der CSX | 18,6              |
| Boston                   | Sanierung des Storrow-Drive-Tunnels                        | 11                |
| Boston                   | Phase 1 der Sanierung der Longfellow Bridge                | 18                |
| Boston und Cambridge     | Neubau der Craigie Drawbridge und Craigie Dam Bridge       | 40                |
| Lowell                   | Neubau von sechs Brücken der I-495                         | 34                |
| Fall River               | Anstrich der Braga Bridge                                  | 14,8              |
| Westminster              | Neubau der Brücken der Route 2 über die Route 140          | 11                |
| Chicopee und Springfield | Instandsetzung der Brücken der Interstate 91               | 17                |